# Ermida de Santa Filomena
A Ermida de Santa Filomena é uma ermida portuguesa localizada na ilha Terceira à cidade de Angra do Heroísmo e fez parte da Diocese de Angra do Heroísmo.
Esta ermida, pode dizer-se, é uma das mais interessantes de Angra do Heroísmo, seja pelo seu elegante aspecto ou pela simplicidade manifesta na vistosa fachada e no seu interior.
É no entanto um templo de pequenas dimensões e ao longo do tempo foi ficando seriamente danificado.
Esta ermida foi fundada pelo Padre Roque José de Simas, capelão do Convento de São Gonçalo, que doou a ermida à sua criada Maria José, bem como a casa contígua, pelos bons e prestimosos serviços que esta lhe prestou durante vinte e cinco anos. A dita Maria José depois vendeu-as a D. Rosa Filomena Corte Real, afilhada do referido Padre Roque por escritura de 6 de Maio de 1896.
Após alguns anos de abandono a ermida foi mandada restaurar em 1926 por Corvelo de Oliveira, marido de D. Rosa Filomena Borges Corte Real, que mandou colocar a data referida a seguir ao portão de entrada para a ermida, com saída para a rua do Conselheiro Nicolau Anastácio de Bettencourt.
Depois de restaurada, procedeu-se de novo à sua bênção, sendo Pároco da Sé Catedral de Angra do Heroísmo, o padre Eduardo de Sousa Marques, o oficiante.
Por morte de Francisco Corvelo de Oliveira, passou a ermida à posse da sua sobrinha Maria José Corvelo, então casada com António Jacinto de Sousa Pereira, cirurgião dentista em Angra do Heroísmo.
No entanto a ermida de novo voltou a ser vendida, desta vez ao Dr. Henrique Henriques Flores por escritura lavrada em Agosto de 1970, continuando a servir para situações sagradas.
Não se sabe a data em foi erigida, mas supõem-se que foi anterior a 1877 ano em que o Bispo da Diocese de Angra, D. João Maria Pereira de Amaral e Pimentel passou um despacho concedendo quarenta dias de indulgências a todos os fiéis que nela orassem, uma vez cada dia, perante a imagem de Santa Filomena.
No interior da ermida encontra-se o seguinte despacho:
«Por Despacho de 15 de Julho de 1875 o Ex. e Rev. Sr. D. João Maria Pereira de Amaral e Pimentel, por mercê de Deus e da Santa Sé Apostólica, Bispo de Angra e mais ilhas dos Açores, do Conselho de Sua Majestade, Comendador da Ordem de Cristo concedeu quarenta dias de indulgências a todos os fiéis que devotadamente orassem, uma vez cada dia, pelas prosperidades da Santa Igreja Católica e desta Diocese, perante a imagem de Santa Filomena que nesta Ermida se Venera».
O Dr. Alfredo da Silva Sampaio diz o seguinte sobre esta ermida:
«Esta pequena ermida, construída pelo capelão de São Gonçalo, Roque José de Simas esta situada na rua Conselheiro Anastácio de Bettencourt, próxima do largo 11 de Agosto, e junto à casa que foi do seu fundador. Tem um só altar com as seguintes imagens: ao centro a de Santa Filomena e um crucifixo do Senhor Jesus dos Aflitos, tendo aos lados Santo António e Nossa Senhora da Conceição».
Entra-se para esta ermida por uma larga porta, vendo-se de cada lado dois belos vitrais, representando o do lado esquerdo o de Santo António e do lado direito Nossa Senhora da Conceição, e por cima da porta esta uma ampla janela que dá suficiente claridade à ermida na parte interior.
Possui também um pequeno púlpito para onde se vai por uma porta que liga a casa contígua, e a imagem de Santa Filomena encontra-se num nicho encravado no retábulo. Por detrás deste é que está a sacristia que e de pequenas dimensões.